# 森林の土地の所有者届出制度
森林の土地の所有者届出制度（しんりんのとちのしょゆうしゃとどけでせいど）は、森林法に基づき日本国内で森林を所有した際に、管轄市町村長に事後届出を行う制度。

## 背景
森林法に基づき都道府県知事又は市町村の長が、伐採及び伐採後の造林の計画の届出をしないで伐採が行われた場合の造林命令、保安林における監督処分などの諸制度を円滑に実施する上で、森林所有者を把握することが重要であることから、新たに森林の土地の所有者となった旨の届出等に関する規定が設けられた。

## 制度の概要
届出対象は地域森林計画対象民有林（いわゆる5森林）である。2012年（平成24年）4月1日以降、森林法に基づき個人、法人を問わず、売買や相続等により森林の土地を新たに取得者は市町村長に対し、所定の様式で事後届出を行う。届出の内容は、届出者と前所有者の住所・氏名、所有者となった年月日、所有権移転の原因、土地の所在場所及び面積とともに、土地の用途等。ただし、国土利用計画法に基づく土地売買契約の届出を提出している場合などは対象外となる。
森林の土地の所有者届出により得られた森林所有者情報は、個人情報保護条例の適用の下で、森林の経営の受託や森林施業の集約化に取り組む森林組合や林業事業体等に提供されることにより、森林所有者への働きかけが効率的に進む効果も大いに期待される。
なお、届出書によって得られた森林の土地の所有者に関する情報を整理するため、市町村の長は、当該情報を林地台帳に反映させる。